# Kyoto Concert Hall
La Kyoto Concert Hall (京都コンサートホール?, Kyōto Konsāto Hōru) è una sala da concerto situata a Sakyō-ku, Kyoto, in Giappone.
Venne inaugurata nel 1995 nell'ambito delle celebrazioni per il 1200º anniversario della fondazione di Heian-kyō. La struttura ospita la sede della Kyoto Symphony Orchestra. Il progetto dell'edificio è stato eseguito da Arata Isozaki, con la collaborazione della Nagata Acoustics.